# Peter Fortune
Peter Timothy Fortune (né en août 1978) est un homme politique du Parti conservateur britannique qui est député de Bromley et Biggin Hill depuis les élections générales de 2024. Il a précédemment été membre de l'Assemblée de Londres (AM) pour Bexley et Bromley de 2021 à 2024.

## Arrière-plan
Il est né et grandit à Lambeth. En 2017, il devient chef adjoint du conseil municipal de Bromley.
Au niveau national, Fortune brigue deux sièges travaillistes sûrs, pour les conservateurs : aux élections générales britanniques de 2017, il se présente à Lewisham East, recevant 23,0 % des voix et se classant deuxième derrière Heidi Alexander du Parti travailliste. Il fait un peu moins bien à Leeds Central en 2019, avec 22,6 % des voix et terminant deuxième derrière le sortant Hilary Benn.
Fortune est élu chef adjoint du groupe conservateur de l'Assemblée de Londres en mai 2021. Il est conseiller du quartier de Hayes et Coney Hall de 2016 à 2022 et chef adjoint du London Borough of Bromley. Il a auparavant été conseiller de quartier pour Cray Valley East de 2010 à 2014.
En mars 2024, Fortune est investi candidat parlementaire pour la circonscription nouvellement créée de Bromley et Biggin Hill pour les élections générales de 2024. Il est élu avec une faible majorité de 302 voix (0,6%), devançant de justesse la candidate travailliste, Oana Olaru-Holmes.